# Pictichromis paccagnellae
Pictichromis paccagnellae, também conhecido como pseudodonzela-bicolor, é um peixe comumente criado em aquários marinhos.
A parte frontal do peixe é de cor de uva brilhante e a parte posterior é amarela. Em aquários, pode chegar a 3 polegadas (aproximadamente 7,5 cm).
Eles defendem seu território contra peixes maiores que eles, mas se relaciona bem com outros peixes de aquário.